# ISO 3166-2:BA
ISO 3166-2:BA is een ISO-standaard met betrekking tot de zogenaamde geocodes. Het is een subset van de ISO 3166-2 tabel, die specifiek betrekking heeft op Bosnië en Herzegovina.
De gegevens werden tot op 26 november 2018 geüpdatet op het ISO Online Browsing Platform (OBP). Hier worden 2 entiteiten - entity (en) / entité (fr) / entitet (bs) / entitet (hr) / entitet (sr) en 1 district – district with special status (en) / district (fr) / distrikt (bs) / distrikt (hr) / distrikt (sr) gedefinieerd.
Volgens de eerste set, ISO 3166-1, staat BA voor het land, het tweede gedeelte is een drieletterige code.

## Codes
| Code   | Naam                           | Categorie |
| ------ | ------------------------------ | --------- |
| BA-BRC | Brčko distrikt                 | district  |
| BA-BIH | Federacija Bosne i Hercegovine | entiteit  |
| BA-SRP | Republika Srpska               | entiteit  |